# رالف شودی
رالف شودی (انگلیسی: Ralph Tschudi; ۲۶ فوریهٔ ۱۸۹۰ – ۱۱ اکتبر ۱۹۷۴) قایقران قایق بادبانی اهل نروژ بود.